# یوجنیو بلترامی
یوجنیو بِلترامی (به انگلیسی: Euio Beltrami - زاده ۱۶ نوامبر ۱۸۳۵ – درگذشته ۱۸ فوریه ۱۹۰۰) یک ریاضیدان ایتالیایی بود که به دلیل کارهایش در زمینه هندسه دیفرانسیل و فیزیکِ ریاضی مشهور است. او اولین کسی بود که سازگاری هندسه نااقلیدسی را با مدل‌سازی آن بر روی سطحی با انحنای ثابت (شبهِ کره)، و در داخل یک کرهٔ واحد n-بعدی (یعنی همان مدل بلترامی–کلین) اثبات کرد. او همچنین تجزیه ارزش منفرد برای ماتریس‌ها را تعریف کرد. استفاده بلترامی از حساب دیفرانسیل برای مسائل فیزیکِ ریاضی به‌طور غیر مستقیم بر توسعه حساب تانسور توسط گرگوریو ریچی-کورباسترو و تولیو لوی-سیویتا تأثیر گذاشت.

## زندگی
بلترامی در سال ۱۸۳۵ در کرِمونا (لُمباردی) بدنیا آمد، که در آن زمان بخشی از امپراطوری اتریش و اکنون بخشی از ایتالیا است. پدر او «جُووانی بلترامی» و مادرش «اِلایزا باروزی»، هر دو هنرمند بودند. او در سال ۱۸۵۳ تحصیل در رشته ریاضیات را در دانشگاه پاویا آغاز کرد، اما در سال ۱۸۵۶ به دلیل عقاید سیاسی خود از کالج گیسلیری اخراج شد. در این مدت او تحت تعلیم و نظر فرانچسکو بریوسکی قرار داشت. او مجبور شد به دلیل مشکلات مالی تحصیلات خود را رها کند و سال‌های بعدی را به عنوان منشی در شرکت راه‌آهن لمباردی-ونیز گذراند. او در سال ۱۸۶۲ به عنوان استاد دانشگاه بولونیا منصوب شد، همان سالی که اولین مقاله تحقیقاتی خود را منتشر کرد. بلترامی در طول زندگی خود مشاغل استادی گوناگونی در دانشگاه‌های پیزا، رم و پاویا داشت. بلترامی از سال ۱۸۹۱ تا پایان عمر خود در رم زندگی کرد. او در سال ۱۸۹۸ رئیس Accademia dei Lincei و در سال ۱۸۹۹ یک سناتور پادشاهی ایتالیا شد.

## مشارکت‌ها در هندسه غیر اقلیدسی
بلترامی در سال ۱۸۶۸ دو یادداشت منتشر کرد که به سازگاری و تفسیر هندسه غیراقلیدسیِ یانوس بولیای و نیکولای لوباچفسکی می‌پرداخت. بلترامی در «مقاله‌ای دربارهٔ تفسیر هندسه نااقلیدسی» بیان کرد که این هندسه را می‌توان بر روی سطحی با انحنای منفی ثابت، یک شبه کره، بنا کرد. در ایده بلترامی، خطوط هندسه با ژئودزیک‌ها بر شبه‌کره نشان داده می‌شوند و قضایای هندسه غیراقلیدسی را می‌توان در فضای سه بعدی اقلیدسیِ اثبات کرد، درحالی که لوباچفسکی و بولیایی قبلاً در فرمت یک نظام اصول موضوعه‌ای کارکرده بودند. در سال ۱۸۴۰، فردیناند مایندینگ در ابتدا مثلث‌های ژئودزیکی را بر شبه کره در نظر گرفت و اظهار داشت که «فرمول‌های مثلثاتی» مربوط، از طریق جایگزینی توابع مثلثاتی معمولی با توابع هذلولوی، در فرمول‌های متناظر در مثلثات کروی بدست می‌آیند. دلفینو کودازی در سال ۱۸۵۷ بیشتر به این موضوع پرداخت، اما ظاهراً هیچ‌یک از آنها متوجه ارتباط کار خود با کار لوباچفسکی نشدند. به این ترتیب، بلترامی تلاش کرد تا نشان دهد هندسه غیراقلیدسیِ دو-بعدی به اندازه همان هندسه اقلیدسی فضایی درست است، و به‌طور خاص آنکه، اصل توازی اقلیدس را نمی‌توان از دیگر اصولِ هندسه اقلیدسی (چهار اصل مقدم قبل از آن) نتیجه گرفت. اغلب گفته می‌شود که این اثبات به دلیل تکینگی‌های شبه کره ناقص بوده‌است، به این معنی که ژئودزیک‌ها را نمی‌توان به‌طور نامحدود گسترش داد. با این حال، جان استیلول اظهار می‌کند که بلترامی احتمالاً به خوبی از این مشکل آگاه بوده، زیرا می‌دانیم که شبه کره از نظر توپولوژیکی یک استوانه است و نه یک صفحه، و او بخشی از یاداشت خود را صرف طراحی راهی برای دور زدن آن کرده‌است. با یک انتخاب مناسب مختصات، بلترامی نشان داد که چگونه متریک روی شبه کره را می‌توان به دیسک واحد منتقل کرد و اینکه تکینگی شبه کره، متناظر با یک هوروسیکل در صفحه غیر اقلیدسی است. از سوی دیگر بلترامی در مقدمه یادداشت خود بیان می‌کند که توجیه «بقیه نظریه لوباچفسکی» یعنی هندسه غیراقلیدسی فضا با این روش غیرممکن خواهد بود.
بلترامی در دومین یادداشت منتشر شده در همان سال (۱۸۶۸)، با عنوان «نظریه اساسی فضاهای انحنای ثابت»، این منطق را ادامه داد و اثباتی از همسانی هندسه هذلولی و اقلیدسی برای هر بُعد ارائه کرد. او این کار را با معرفی چندین مدل از هندسه غیراقلیدسی همراه با تبدیل‌هایی که آنها را به یکدیگر مربوط می‌کند، انجام داد که امروزه به نام‌های مدل بلترامی–کلین، مدل دیسک پوانکاره و مدل نیم صفحه پوانکاره شناخته می‌شوند. بلترامی برای مدل نیم-صفحه، یادداشتی از ژوزف لیوویل در رساله گاسپارد مونگ در مورد هندسه دیفرانسیل را ذکر کرد. بلترامی همچنین نشان داد که هندسه اقلیدسی n-بعدی بر روی یک هوروسفِر با فضای هذلولوی (n + 1)-بعدی، تحقق می‌یابد، بنابراین رابطه منطقی میان سازگاری هندسه اقلیدسی با نااقلیدسی، متقارن است.
اگرچه امروزه مقالهٔ بلترامی برای اختراع هندسه غیراقلیدسی بسیار مهم تلقی می‌شود، اما در آن زمان استقبال زیادی از آن نشد. لوئیجی کرمونا اعتراض کرد که بلترامی استدلالی دایره‌ای بیان کرده، که حتی بلترامی را مجبور کرد تا انتشار «مقاله» را یک سال به تأخیر بیندازد. متعاقباً، فلیکس کلاین نیز متوجه پیشگام بودن بلترامی در ساخت مدل دیسک پرتابیِ هندسه نااقلیدسی نشد. که البته ممکن است علتش تازگی و جدید بودن استدلال بلترامی نیز باشد که شبیه ایده‌های ریمان در مورد منیفلدهای مجرد بود. ژول هوئل اثبات بلترامی را در ترجمه فرانسوی خود از آثار لوباچفسکی و بولیایی منتشر کرد.

## آثار

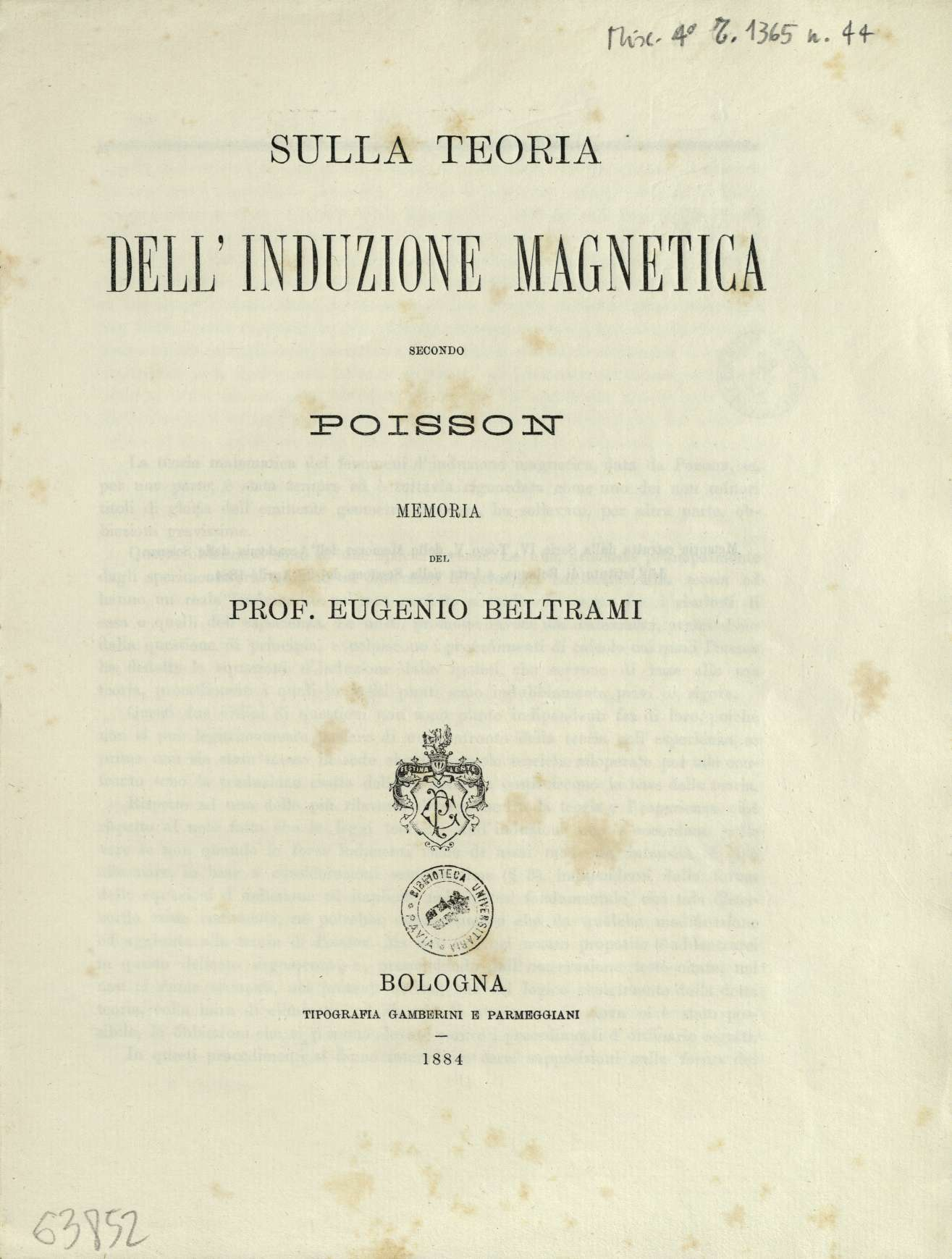
نظریهٔ مغناطیسی دوم پواسون، ۱۸۸۴

- Beltrami, Eugenio (1868). "Saggio di interpretazione della geometria non-euclidea". Giornale di Mathematiche. 4: 285–315.
- Beltrami, Eugenio (1868). "Teoria fondamentale degli spazii di curvatura costante". Annali di Matematica Pura ed Applicata. Series II. 2: 232–255. doi:10.1007/BF02419615.
  - Opere matematiche di Eugenio Beltrami  pubblicate per cura della Facoltà di scienze della r. Università di Roma (volumes 1–2) (U. Hoepli, Milano, 1902–1920)[۱]
- Same edition, vols. 1–4

## یادداشت
1. ↑  Study, E. (1909). "Book Review: Opere Matematiche di Eugenio Beltrami". Bulletin of the American Mathematical Society. 16 (3): 147–149. doi:10.1090/s0002-9904-1909-01882-8.